# Psoralea linearifolia
Psoralea linearifolia är en ärtväxtart som beskrevs av John Torrey och Asa Gray. Psoralea linearifolia ingår i släktet Psoralea och familjen ärtväxter. Inga underarter finns listade i Catalogue of Life.